# Università di Parigi 8
L'Università di Parigi 8 (in francese Université Paris 8, Université des créations), nota precedentemente come Università di Vincennes (Université de Vincennes) poi come Università di Parigi-università des créations (Université des Créations), è un'università francese creata nel gennaio del 1969, come erede del Centro Universitario Sperimentale di Vincennes.

## Storia

### Vincennes (1968-1980)
La storia di Paris VIII cominciò a Vincennes, alla fine degli anni '60 con l'installazione di una facoltà sperimentale dove insegnarono intellettuali all'avanguardia come Michel Foucault, Gilles Deleuze, Jean-François Lyotard, Frank Popper. L'idea di aprire un'università fuori dal centro di Parigi fu una conseguenza dei fatti del maggio '68 e fu avanzata da un collettivo di professori della Sorbona impegnati politicamente. Il generale De Gaulle e il ministro dell'educazione Edgar Faure videro di buon occhio la proposta, probabilmente perché permetteva di allontanare gli studenti dal centro della città e controllare meglio l'ordine pubblico dopo i recenti moti di piazza. Il decreto di creazione di un centro di studi sperimentale fu firmato nel dicembre 1968 e l'università cominciò a funzionare dal gennaio 1969 a Vincennes.
L'istituzione era progettata in modo da rivoluzionare i tradizionali rapporti fra professori e studenti e fra università e mondo esterno. L'ambiente di insegnamento era marcato da una forte volontà anti-accademica e con una grande apertura al politico e al sociale. Gli ambienti universitari erano aperti agli stranieri e a chi lavorava e a questo scopo vennero istituiti numerosi corsi serali. 
I corsi insegnati a Paris VIII erano spesso innovativi per la Francia: si aprirono dipartimenti di cinema, psicanalisi, arti plastiche, teatro, urbanistica e anche intelligenza artificiale.
Anche le scelte pedagogiche erano innovative: introduzione dei crediti, eguaglianza dei servizi tra diverse classi di professori, niente lezioni di massa, etc.. L'innovazione più importante fu certamente l'interdisciplinarità che permetteva la collaborazione fra insegnanti e ricercatori di discipline molto diverse come filosofia, matematica, sociologia, letteratura e storia.
Uno dei tratti caratteristici dell'università di Vincennes era la sua forte politicizzazione, a volte con grande connotazione ideologica. Comunisti, maoisti e altre correnti di sinistra si trovavano ben radicate nei diversi dipartimenti universitari, particolarmente a filosofia e sociologia, il che non restò senza conseguenze per quanto riguarda i rapporti fra professori, fra studenti, fra dipartimenti e con lo stesso ministero dell'educazione. 
All'inizio degli anni '70 il dipartimento di lingue e letterature anglo-americane si strutturò sul modello delle università americane, con unità didattiche e corsi con programmi definiti. Le lauree concesse dall'università furono finalmente riconosciute a livello nazionale. La linguistica cominciò ad occupare un ruolo importante per merito di studiosi come John Lyons, Noam Chomsky e Julia Kristeva.

### Saint-Denis (dal 1980)
Forse perché Vincennes era ancora troppo vicina a Parigi o forse con l'idea di normalizzare l'ambiente accademico, nel 1980 l'università fu improvvisamente trasferita nella cittadina di Saint-Denis, con una decisione unilaterale del ministro dell'università dell'epoca, Alice Saunier-Seité. Il trasferimento fu duramente contestato da docenti e studenti di Paris VIII che denunciarono un tentativo di smantellamento dell'istituzione e si batterono per salvaguardare la specificità della loro università. Il primo sito dell'università a Saint-Denis era costituito da una serie di prefabbricati allineati lungo una strada a scorrimento veloce; teoricamente provvisori essi sono in realtà ancora in uso, anche se la struttura dell'università è stata potenziata e dotata di nuovi edifici e di percorsi accessibili per la crescente popolazione studentesca.
Nel 1998 le due “sponde” della via a scorrimento veloce che attraversa il campus sono state finalmente riunite da un ponte sul quale è ospitata la nuova biblioteca di Paris VIII, una struttura impressionante che supera per superficie la biblioteca del Centro Georges Pompidou. Oltre al valore funzionale il ponte ne ha anche uno simbolico visto che bisogna passare dalla biblioteca per accedere all'università. Lo stesso anno è stata inaugurata una nuova stazione della linea 13 del Metrò, Saint-Denis Université che ha in qualche misura modificato i rapporti fra studenti e città, ora si arriva più direttamente all'università da Parigi e non si attraversa più Saint-Denis.